# Goran Nimčević
Goran Nimčević (Subotica, 18. siječnja 1973. – Subotica, 4. studenoga 2011.) bio je televizijski montažer, animator, producent glazbenih i reklamnih spotova te glazbenik iz zajednice bačkih Hrvata. Svirao je gitaru u subotičkom sastavu Perpetuum mobile. Brat književnika Nenada Nimčevića.

## Životopis
Rodio se 1973. u Subotici. U rodnom je gradu pohađao ekonomsku školu. 1994. se godine zaposlio u subotičkom uredu državne televizije. Od 2008. je godine radio kao urednik na Super TV-u.
Od 1998. se je godine bavio 2D i 3D animacijom i televizijskom grafikom. Od 2000. producira televizijske reklame kao samostalni autor. 
Producirao je glazbene spotove. Osim glazbenih, producirao je reklamne spotove za reklamne tvrtke iz Subotice, Novog Sada, Beograda i susjednih država. Smatralo ga se jednim od najtalentiranijih televizijskih montažera u regiji.
Pomagao je u organiziranju subotičkog festivala hrvatskih duhovnih pjesama HosanaFest 2010. godine.
Montažer za novogodišnju pjesmu Subotičkih zvezda Idemo dalje.
Poginuo je u prometnoj nesreći 4. studenoga 2011. godine zajedno sa svojim zaposlenim Attilom Kiralyem dok su snimali promotivni spot snimajući na kranu.
18. siječnja 2012. bit će u Mađarskom kulturnom centru «Népkőr» priređen memorijalni koncert, na kojem će nastupiti sastavi Perpetuum Mobile, Magic Beans, Girl between maniacs, Ljudske potrebe, Ex YU bend, Utopia, Industija iz Bijeljine, Tanja Stricki, Svar', Zoran Šandorov, Mika Kostić i Dušan Zrnić, Ana Perišić, Retro Party band, Money Money, Chick Norris band, Dušan Svilar, Nafta, Jolana Brown, Libertango NS, Mira, Recycle Bin Bend, Sabbatka, Milivoje Mrdaković Lemi, Maja Dukić, Robert i Jovica, Miroslav Jovančić i Zoran Dukić, Stone Free, Dan 6., Ivana i Emil Saks.

## Vanjske poveznice
- Hrvatska bunjevačko šokačka stranka  Arhivirana inačica izvorne stranice od 26. veljače 2012. (Wayback Machine) Pisma čitatelja
- YouTube kanal Top Secret Production In Memoriam Goran Nimčević